# Alteschmiede
Alteschmiede ist ein Ortsteil im Norden der bergischen Großstadt Wuppertal.

## Lage und Beschreibung
Der Ortsteil liegt auf einer Höhe von 312 m ü. NHN auf der Wasserscheide der Flusssysteme der Wupper und der Ruhr zu beiden Seiten der Straße Mollenkotten (Landesstraße 432). Die Ortslage besteht neben dem ursprünglichen Siedlungsplatz, dem Ursprungskotten An der alten Schmiede, aus einem neueren, größeren Siedlungsbereich östlich davon, der sich bis zur Anschlussstelle Wuppertal-Oberbarmen der südlich verlaufenden Bundesautobahn 46 erstreckt.
Der Ortsteil befindet sich am Rande des Wohnquartiers Nächstebreck-Ost (Stadtbezirk Oberbarmen) an der Grenze zu den Sprockhöveler Ortsteilen Gennebreck und Haßlinghausen. Nördlich der Ortslage befindet sich auf Sprockhöveler Gebiet die Ortschaften Kuxloh und Sundern. Auf der Wasserscheide liegt westlich von Alteschmiede die benachbarte Ortslage Mollenkotten, östlich der Ortsteil Schmiedestraße. Südliche Nachbarorte sind das sich unmittelbar anschließende Pannhütte, Kattenbreuken, Nächstebrecker Busch, Hülsen, Hasenkamp und Holtkamp.

## Geschichte und Etymologie
Das Gebiet auf dem Höhenzug besaß ungünstige Bodenverhältnisse, so dass sich erst spät eine Besiedlung ergab. Alteschmiede lag an einer bedeutenden Kohlenstraße von Witten nach Elberfeld – der heutigen Landesstraße 432, auf der den Fabriken im Wupperraum durch selbstständige Kohlentreiber der Brennstoff geliefert wurde und die bei Schmiedestraße von einer weiteren wichtigen Kohlenstraße nach Barmen abzweigte. Die Landesstraße ist seit 1935 auf ganzer Länge zwischen Einern und Schmiedestraße (Wuppertal) nach dem benachbarten Mollenkotten benannt. Zuvor hieß sie Berghausstraße.
Diese Kohlenstraße war auch ursächlich für den Bau des Kottens An der alten Schmiede. Wie der Name bereits sagt, wurde hier 1704 eine  Schmiede betrieben, die auf den Bedarf der vorbeiziehenden Kohlentreiber und Fuhrleute ausgerichtet war. Diese zu dieser Zeit Schmitte an der Straße genannte Schmiede verlor an Bedeutung, als die Wegegelderhebungsstelle an der Kohlenstraße nach Barmen 200 Meter östlich der Schmiede an Bedeutung gewann. Die dort entstehende Siedlung übernahm den Namen Schmitte an der Straße (heute Schmiedestraße) von dem ursprünglichen Siedlungsplatz, der nun vermehrt zur Unterscheidung als Alte Schmitte bezeichnet wurde. Dieser neue Name ist 1789 erstmals bezeugt.
Alteschmiede gehörte in der frühen Neuzeit zum Amt Wetter der Grafen von der Mark. Nach der Eroberung der Grafschaft Mark durch Frankreich war Alteschmiede 1806 bis 1813 Teil der Mairie Haßlinghausen im Arrondissement Hagen des Département Ruhr im Großherzogtum Berg. 1815 kam das französisch besetzte Gebiet zu Preußen, das Mollenkotten im Folgejahr dem neu geschaffenen Landkreis Hagen zuteilte. 1887 bis 1922 gehörte Alteschmiede zum Amt und der Gemeinde Haßlinghausen in dem vom Landkreis Hagen abgespaltenen Kreis Schwelm. 1929 wurde der Ennepe-Ruhr-Kreis gegründet, dem Haßlinghausen mit Alteschmiede angehörte. 1970 kam Haßlinghausen zu Sprockhövel, der Bereich um Schmiedestraße mit Alteschmiede wurde dabei von Haßlinghausen abgespalten und in Wuppertal eingemeindet.